# Дугопрсти триок
Дугопрсти триок (Dactylopsila palpator) је врста сисара торбара из породице торбарских летећих веверица (Petauridae).

## Распрострањење
Врста је присутна у Западној Новој Гвинеји (Индонезија) и Папуи Новој Гвинеји.

## Станиште
Станиште врсте су шуме. Врста је по висини распрострањена од 850 до 3.050 метара надморске висине. Врста је присутна на подручју острва Нова Гвинеја.

## Начин живота
Женка обично окоти по једно младунче.

## Угроженост
Ова врста је наведена као последња брига, јер има широко распрострањење и честа је врста.